# 하세가와 카즈오
하세가와 카즈오(일본어: 長谷川 一夫, 1908년 2월 27일 ~ 1984년 4월 6일)는 일본의 배우이다. 1927년부터 1963년까지 290편의 영화에 출연하였으며, 사후에는 배우 최초로 국민영예상을 수상하였다.

## 주요 출연작

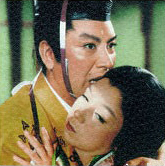
1953년 영화 《지옥문》에서 쿄 마치코(오른쪽)와

- 겐지모노가타리 (1951년)
- 지옥문 (1953년)
- 치카마츠 이야기 (1954년)
- 어느 배우의 복수 (1963년)

## 수상
- 1953년 블루리본상 대중상
- 1984년 국민영예상